# 蔡文力
蔡文力，香港人，英國牛津大學病毒免疫學博士。2016年獲得香港十大傑出青年的榮譽。
蔡文力生于香港。中学于荃湾圣芳济中学读书。后赴英国牛津大学学习，得生物化学硕士及病毒免疫学博士，并到美国修读博士后。2014年见非洲国家埃博拉病毒肆虐，往塞拉利昂等协助治疗病患。 2016年获评为十大杰出青年。